# Maite Carranza Gil-Dolz del Castellar
Maite Carranza Gil-Dolz del Castellar   (Perú, 25 de febrer de 1958) és una escriptora i guionista catalana. Les seves obres més conegudes són La guerra de les bruixes, que s'ha traduït a vint-i-cinc llengües, i Paraules emmetzinades, que s'ha traduït a quinze llengües i és el volum més premiat de l'autora. El 2010 va obtenir el Premi Nacional de literatura infantil i juvenil de les Lletres Espanyoles amb Paraules emmetzinades, una denúncia dels abusos sexuals infantils i les seves devastadores conseqüències. El 2016 va rebre el Premi El Vaixell de Vapor de l'Editorial Cruïlla. El desembre del 2018 va ser guardonada amb el Premi Joaquim Ruyra de narrativa juvenil. Llicenciada en Antropologia per la Facultat de Geografia i Història va ser professora de llengua i literatura en un institut de batxillerat fins a mitjan des anys noranta. En aquell període va publicar la seva primera novel·la juvenil, Ostres tu, quin cacau! (1986), que va rebre el premi de la Crítica Serra d'Or. El van seguir els Premis Folch i Torres en 1987 per La Revolta dels lactants i el Joaquim Ruyra en 1989 per La nit dels arutams.
Ha publicat més d'una cinquantena de llibres, entre els quals destaquen Frena, Càndida, Frena!, Maurici Serrellsuat o Vols ser el nòvio de la meva germana?, però va ser amb la trilogia fantàstica de La Guerra de les Bruixes (El clan de la lloba, El desert del gel i La Maledicció d'Odi.) amb què es va donar a conèixer internacionalment, convertint-se en una de les escriptores espanyoles més traduïdes. Amb Paraules emmetzinades 2010, un "thriller" sobre els abusos sexuals infantils traduït a 12 llengües, va guanyar set premis, entre ells el Premi de la Crítica i el Premi Fada a la cultura 2015 que reconeix aquelles obres que contribueixen a lluitar contra els abusos sexuals infantils.
Als seus llibres alterna l'humor despreocupat i transgressor amb la fantasia i la denúncia social. La seva faceta de guionista li permet experimentar amb nous formats. Els seus últims llibres Camins de llibertat i La Pel·lícula de la vida exploren respectivament la memòria històrica i la pobresa infantil.
Ha estat guanyadora d'alguns dels premis més importants de la literatura infantil i juvenil espanyola, com el Premi Nacional de Literatura iinfantil i juvenil i el Premi Cervantes Chico de literatura infantil i juvenil 2014 per la seva trajectòria. A Catalunya ha guanyat, entre d'altres, els Premis Folch i Torres 1986, Crítica Serra d'Or 1987, Joaquim Ruyra 1989, EDEBÉ 2002, Protagonista Jove 2006, el Vaixell de vapor 2016. i el Premi Crítica Serra D'or Juvenil 2018.
Maite Carranza té tres fills i resideix a Sant Feliu de Llobregat.

## Obra[calcitació]

### Infantil i Juvenil
- 1986: Ostres, tu, quin cacau!, Editorial La Magrana.
- 1987: La insòlita campanya, Editorial La Magrana, Col. l'Esparver.
- 1987: La revolta dels lactants, Editorial La Galera, Col. Els Grumets.
- 1988: Prohibit de ploure els dissabtes,  La Magrana, Col. l'Esparver.
- 1988: Les cartes de la Coia,  La Galera, Col. La Xalupa.
- 1990: La nit dels arutams, Columna, Col. Columne Jove.
- 1991: Vols una cleca ben donada?, Empúries, Col. La petita Odissea Humor.
- 1992: El ferri de les Galàxies, Editorial La Magrana, Col. l'Esparver.
- 1992-1996: El talp Eudald [12 títols]. Cruïlla, Col. la Pipa de la Pau.
- 1992: Filomena Ficalapota, Cruïlla, Col. Els Pirates
- 1992: En Maurici Serrellsuat,  Edebé, Col. El Tucán.
- 1993: Frena, Càndida, frena!, Cruïlla, Col. Gran Angular.
- 1993: Esfuma't Gaudenci!,  Cruïlla, Col. Vaixell de Vapor.
- 1993: Abel l'aventurer, Edebé, Col. Tucán.
- 1993: Cleopatra Capdetrons,  Cruïlla, Col. Els Pirates.
- 1995: La princesa Júlia, Cruïlla, Col. Vaixell de Vapor.
- 1997El Colom Pau, Cruïlla.
- 2002: Vols ser el nòvio de la meva germana?,  Edebé.
- 2003: Contes divertits de pirates, Timun Mas.
- 2005-2007: Colección La guerra de les bruixes, Edebé
  - El clan de la lloba[16]
  - El desert de gel
  - La maledicció d'Odi
- 2009: Màgia d'una nit d'estiu, Edebé.
- 2010: Paraules emmetzinades,  Edebé.
- 2010: L'esperit dels gels. Alzira: Bromera.
- 2011: Víctor i els vampirs, Edebé, Col. Víctor lubacuto,1.
- 2011: Víctor i els romans, Edebé, Col. Víctor lubacuto,2.
- 2012: Víctor i els follets, Edebé, Col. Víctor lubacuto,3.
- 2013: Víctor i els neandertals, Edebé, Col. Víctor lubacuto,4.
- 2014: Víctor i "Las Meninas", Edebé, Col. Víctor lubacuto,5.
- 2015: Víctor i els zombis, Edebé, Col. Víctor lubacuto,6.
- 2015: Contra el fantasma del foc, Estrella Polar, Col. Els set cavernícoles 1.
- 2015: Contra les pintures del diable, Estrella Polar, Col. Els set cavernícoles 2.
- 2016: Contra els fantasmes del bosc, Estrella Polar, Col. Els set cavernícoles 3.
- 2016: Calla, Càndida, calla!, Cruïlla, Col. Gran Angular.
- 2016: Víctor i les meduses, Edebé, Col. Víctor lubacuto,7.
- 2016: Contra els monstres marins, Estrella Polar, Col. Els set cavernícoles 4.
- 2016: Camins de llibertat, Edebé.[17]
- 2016: La pel·lícula de la vida, Cruïlla, Col. Vaixell de Vapor.[5][18]
- 2017: Una bala per al record, Jo llibre.[19]
- 2017: Germanes, gossos, friquis i altres espècimens, Edebé, Col. Periscopi, 37.

### Adults
- 1999: Sin Invierno, Planeta, Colección Autores Iberoamericanos
- 2013: El fruit del baobab,[20][21][22] Edicions 62

### Teatre infantil i juvenil
- 1994: Cleques  Cia. "Los Aquilinos". Jove Teatre Regina.
- 2003: On és el Mil·lenni? Cantata escrita per a l'IMEB. Estrena a l'Auditori de Barcelona.
- 2007: Sopa de piratas [Adaptació teatral de Mariana Díaz del conte "Delícies piratesques", dins Contes divertits de pirates. Estrenada a Buenos Aires el 15 de setembre de 2007.

## Premis i reconeixements

### Premis de Guió
- 1993: Premi Ondas Internacional pel programa infantil Pinnic
- 1993: Premi Antena de Oro de Bulgaria pel programa infantil Pinnic
- 1994: Medalla de bronze al Festival Audiovisual de New York pel programa infantil Pinnic
- 1995: Premi TP per la telenovel·la Poblenou
- 1998: Premi Nacional Arts Audiovisuals per la telenovel·la Nissaga de Poder
- 2000: Premi Festival de Biarritz a la millor interpretació femenina pel telefilme Valeria
- 2001: Top ten de la ficció televisiva pel telefilm Valeria
- 2004: Premi Civis Ard Media Prize (Alemanya), per Les filles de Mohamed
- 2005: Premi GAC de guió de telefilm, per Les filles de Mohamed
- 2012: Premi Ondas a la millor ficció per la sèrie Isabel[23]
- 2013: Premi Iris a la millor ficció per la sèrie Isabel
- 2013: Premi Antena d'Oro de Televisió a la sèrie Isabel
- 2014: Premi Nacional de Televisió per la sèrie Isabel

### Premis literaris
- 1986: Premi Josep M. Folch i Torres de narrativa per a joves per La revolta dels lactants. [8]
- 1987: Premi Crítica Serra d'Or de Literatura Infantil i Juvenil per Ostres tu, quin cacau.
- 1987: White Raven (Merla blanca) per ostres tu, quin Cacau!, atorgat per la Biblioteca Jugend de Múnic.
- 1989: Premi Joaquim Ruyra de narrativa juvenil per La nit dels arutams. [7]
- 2002: Premi Edebé de literatura infantil per Vols ser el nòvio de la meva germana?
- 2005: White Raven (Merla blanca) per El clan de la Lloba, atorgat per la Biblioteca Jugend de Múnic.
- 2007: Premi Protagonista Jove per El desert del gel.
- 2010: Premi Edebé de literatura juvenil per Paraules Emmetzinades.
- 2010: White Raven (Merla blanca) per Paraules emmetzinades, atorgat per la Biblioteca Jugend de Múnic.
- 2010: Premi Templo de las mil Puertas per Paraules Emmetzinades, atorgat per la revista El Templo de las mil Puertas.
- 2010: Premi Crítica Serra d'Or de Literatura Infantil i Juvenil per Paraules emmetzinades.
- 2011: Premi Nacional de literatura infantil i juvenil de les Lletres Espanyoles per Paraules emmetzinades atorgat pel Ministeri de Cultura d'Espanya.[24]
- 2013: Premi Banco del Libro de Caracas per Paraules emmetzinades, atorgat per la Biblioteca de Caracas.
- 2014: Premi Cervantes Chico de literatura infantil i juvenil pel conjunt de l'obra, atorgat per la ciutat d'Alcalá de Henares.[25][26][27][28]
- 2015: Premi FADA per Paraules emmetzinades, atorgat per la Fundació Vicki Bernadet.[29][30]
- 2016: Premi Cruïlla de literatura infantil El Vaixell de Vapor per l'obra La pel·lícula de la vida.[5][31]
- 2018: Premi Crítica Serra d'Or Juvenil per Una bala per al record, atorgat per la revista Serra d'Or de l'Abadia de Montserrat.[14][32]